# 呂秀齡
呂秀齡（1962年1月29日—），藝名呂㛢菱，後回復本名，為台灣女演員、琵琶演奏家。

## 人物
從小開始學習鋼琴，華岡藝校畢業。1979年在台視《五燈獎》〈琵琶彈奏比賽〉脫穎而出，獲得獨奏比賽的冠軍，進入演藝圈，加入瓊瑤的巨星影業成為基本演員，取藝名「呂㛢菱」主演了不少愛情文藝片，其獨特的氣質使她很快走紅，適逢林青霞漸漸減少文藝電影演出，一度被稱為林青霞的接班人。後來瓊瑤退出電影圈，但呂秀齡繼續演出其他電影，其中最具爭議性的演出為《心鎖》， 此電影更被國際級成人品牌Penthouse引薦到日本發行。 她也曾主演由若松孝二導演的日本電影《われに撃つ用意あり》(READY TO SHOOT)。
1993年頃改回本名「呂秀齡」，亦發行琵琶專輯，最近一張則是1997年發行的《冷弦多情》。
1997年6月與華納兄弟影業歐洲區總裁謝艾文結婚，8月移居英國倫敦，之後曾居住於紐約曼哈頓，目前定居在中國大陸上海，曾因婦女疾病動過卵巢手術，婚後多年未有小孩。
2007年隨丈夫到上海定居。2012年6月27日出席好友的「青樺婚紗」30周年珠寶婚紗秀，而這也是相隔15年後再度回到台灣。2014年起與上海交響樂團和上海音樂學院合作打造「上海樂隊學院」的紐約愛樂，2015年更受邀擔任國際諮詢，2016年更成為了上海交響樂團理事會創始理事。

## 演出作品

### 電影
| 年份   | 片名                     | 角色           | 合作演员                                                                                   | 備註             |
| 1981年 | 聚散兩依依               | 賀盼雲         | 鍾鎮濤、劉藍溪、周紹棟、歸亞蕾                                                             |                  |
| 1981年 | 夢的衣裳                 | 陸雅晴/桑爾柔  | 秦漢、鍾鎮濤、范鴻軒、劉藍溪、歸亞蕾                                                       |                  |
| 1981年 | 雲且留住                 | 趙雅雲         | 秦漢、劉文正、劉藍溪、歐陽莎菲、曹健                                                       |                  |
| 1982年 | 卻上心頭                 | 夏迎藍         | 劉文正、張沖、楊翠弦、劉藍溪                                                               |                  |
| 1982年 | 燃燒吧！火鳥             | 衛巧眉         | 劉文正、林青霞、胡奇、歸亞蕾、張嘉泰、 李偉、朱慧珍                                        |                  |
| 1982年 | 問斜陽                   | 紀訪竹         | 雲中岳、楊惠姍、楊翠弦、胡冠珍、劉延方、曹健、 李偉、葛香亭、朱慧珍                              |                  |
| 1982年 | 鐵血勇探                 | 何祝平         | 秦漢、藍毓莉                                                                               |                  |
| 1982年 | 洛神傳                   |                | 雲中岳、張佩華、白鷹、仇政                                                                       |                  |
| 1983年 | 金門女兵                 | 素月           | 陸小芬、銀霞、徐俊俊、王道、葉嘉玲、梁修身                                                 |                  |
| 1983年 | 魔胎                     | Juju           | 劉丹、艾迪、梁珊、歐陽莎菲、徐孟光、金永祥、盧蓓蓓、余世耕、文國華                         |                  |
| 1984年 | 走火砲                   |                | 萬梓良、谷峰、高飛、湯鎮宗                                                                 |                  |
| 1986年 | 心鎖                     | 夏丹琪         | 林瑞陽、黃仲崑、李宗盛、俞小凡、顏寧                                                       | 從影以來最大尺度 |
| 1986年 | 我要金龜婿               | 齊青春         | 秦沛、谷峰、陳勳奇、李香琴                                                                 |                  |
| 1987年 | 旗正飄飄                 | 金艷伶         | 周紹棟、夏文汐、林青霞、柯俊雄、歸亞蕾、林瑞陽、翁家明                                     |                  |
| 1987年 | 大頭兵                   | 李花萍         | 顧寶明、陶大偉、張小燕、胡瓜、澎澎、廖峻、曾志偉、顏寧、鄭進一                             |                  |
| 1987年 | 大頭兵2─大頭兵出擊       | 李花萍         | 張小燕、胡瓜、鄭進一、豬哥亮、曾志偉、陳松勇、譚艾珍、顏寧、倪敏然、方文琳、裘海正、伊能靜 |                  |
| 1987年 | 我有話要說               |                | 張世、鈕承澤、韓湘琴、曾哲貞、吳大維                                                       |                  |
| 1988年 | 大飯店                   | Hellen         | 秦祥林、鄭則士、鍾楚紅、夏文汐、曾志偉、王祖賢、葉童、張學友、吳耀漢                       | 港名：金裝大酒店 |
| 1988年 | 飈城                     | 石蘇華         | 劉德華、岳翎、王霄、柯受良                                                                 |                  |
| 1989年 | 富貴開心鬼               | 凌嘉嘉         | 董驃、沈殿霞、陳淑蘭、吳大維、吳啟華、葉子媚、鄭浩南、盧冠廷                               |                  |
| 1989年 | 合家歡                   | 搭火車乘客     | 黃百鳴、鄭文雅、陳卓欣、許冠文、李麗珍、王祖賢、肥媽                                       | 客串             |
| 1989年 | 老虎出監                 | 阿May          | 狄龍、鄭則仕、吳耀漢、羅青浩、陳卓欣、林聰、吳回                                           |                  |
| 1990年 | われに撃つ用意あり       | ヤン・メイラン | 原田芳雄、桃井薰                                                                           | 日本電影         |
| 1991年 | 大頭兵上戰場－ 雜牌軍    | 賽金花         | 廖峻、林小樓、顧寶明、庹宗華、徐承義、梁智強                                               |                  |
| 1993年 | 雲南故事（前稱「雲娘」） | 加藤樹子       | 林建華、濮存昕、盧秀瓊、大月謙介、東靜子、孫鵬、陳淑芳                                     | 改回本名演出     |
| 1993年 | 黃飛鴻之鬼腳七           | 小菱           | 午馬、元彪、任世官、元華、太保                                                             |                  |
| 1993年 | 記得...香蕉成熟時        | 常夏夢         | 鄧一君、曾志偉、馮寶寶、盧愛倫                                                             |                  |

### MV
- 王傑 《是否我真的一無所有》

## 音樂作品

### 音樂專輯
| 年份   | 專輯名稱     | 曲目 |
| ------ | ------------ | --- |
| 1996年 | 《情咒》     | 曲目 1. 火里的女人 2. 情咒 3. 独舞 4. 黑暗天使 5. 逆伦 6. 天旋地转 7. 无尽的路 8. 夜半情事 9. 欲望 10. 永远难忘 |
| 1997年 | 《冷弦多情》 | 曲目 1. 冷却多情弦 2. 情丝 3. 夜闻落叶 4. 白日梦 5. 梦袭 6. 夕星 7. 三生石 8. 蠢动 9. 鹃啼 10. 蛊               |

## 外部連結
- 呂秀齡在互联网电影资料库（IMDb）上的資料（英文）
- 呂秀齡在香港影庫上的簡介
- 呂秀菱─國家電影中心（页面存档备份，存于）
- 人物簡介：呂秀菱 ─ 中國影視資料館
- 中文電影資料庫 ─ 呂秀齡（页面存档备份，存于）